# Lombard Street (San Francisco)
Pour les articles homonymes, voir Lombard.

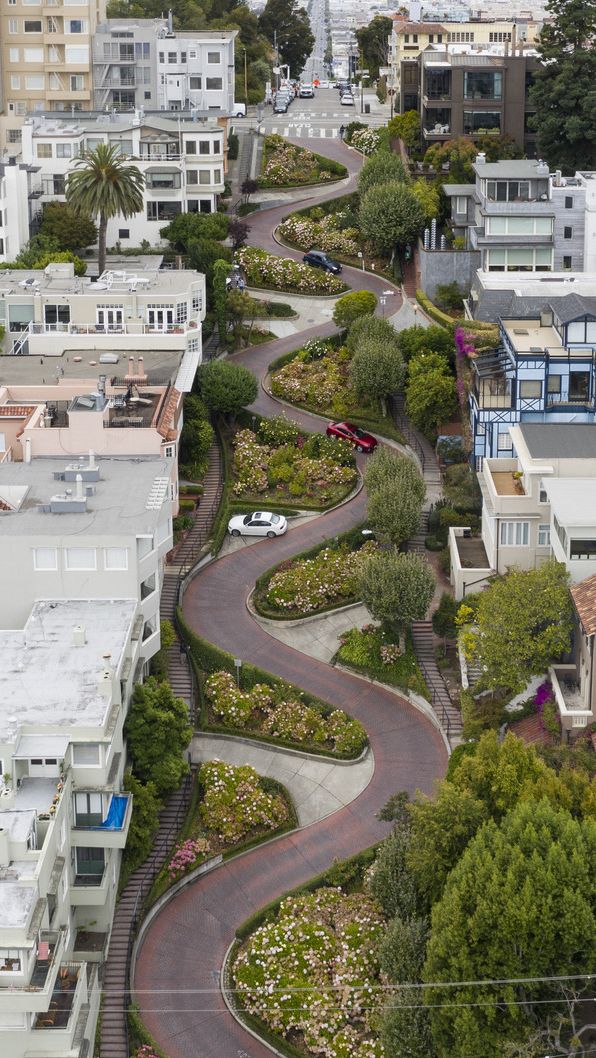
Les fameux lacets de Lombard Street.

Lombard Street (« Rue lombarde ») est une rue de San Francisco, en Californie. 

## Situation et accès
Elle est orientée d'est en ouest, débute au Presidio et finit dans le quartier d'Embarcadero en passant à travers le quartier de Cow Hollow où Lombard Street est la plus large et la plus utilisée, elle est également signalée comme faisant partie du tracé du Highway 101 pendant 12 blocs entre Broderick Street et Van Ness Avenue et les quartiers de Russian Hill et de Telegraph Hill.
Lombard Street est mondialement connue pour un bloc spécifique sur Russian Hill entre Hyde Street et Leavenworth Street le long duquel la chaussée est constituée de huit virages très serrés qui lui ont permis d'obtenir la distinction de « la route la plus sinueuse des États-Unis ». Elle y est également très exposée au vent. Il est utile de savoir que la ligne de cable car Powell-Hyde s'arrête en haut de ce bloc.

## Origine du nom
L'arpenteur de San Francisco, Jasper O'Farrell (en), a nommé cette rue d'après Lombard Street à Philadelphie.

## Historique
La conception sinueuse a été suggérée en premier lieu par le propriétaire foncier Carl Henry, puis mise en application en 1922, afin de réduire la pente de 27 %, trop abrupte pour que la plupart des véhicules puissent la remonter. Elle était également un réel danger pour les piétons. Cette pente a été réduite à 16 % d'inclinaison. La partie sinueuse de cette rue est pavée de brique et est réservée à un usage à sens unique, vers l'est, en descendant.

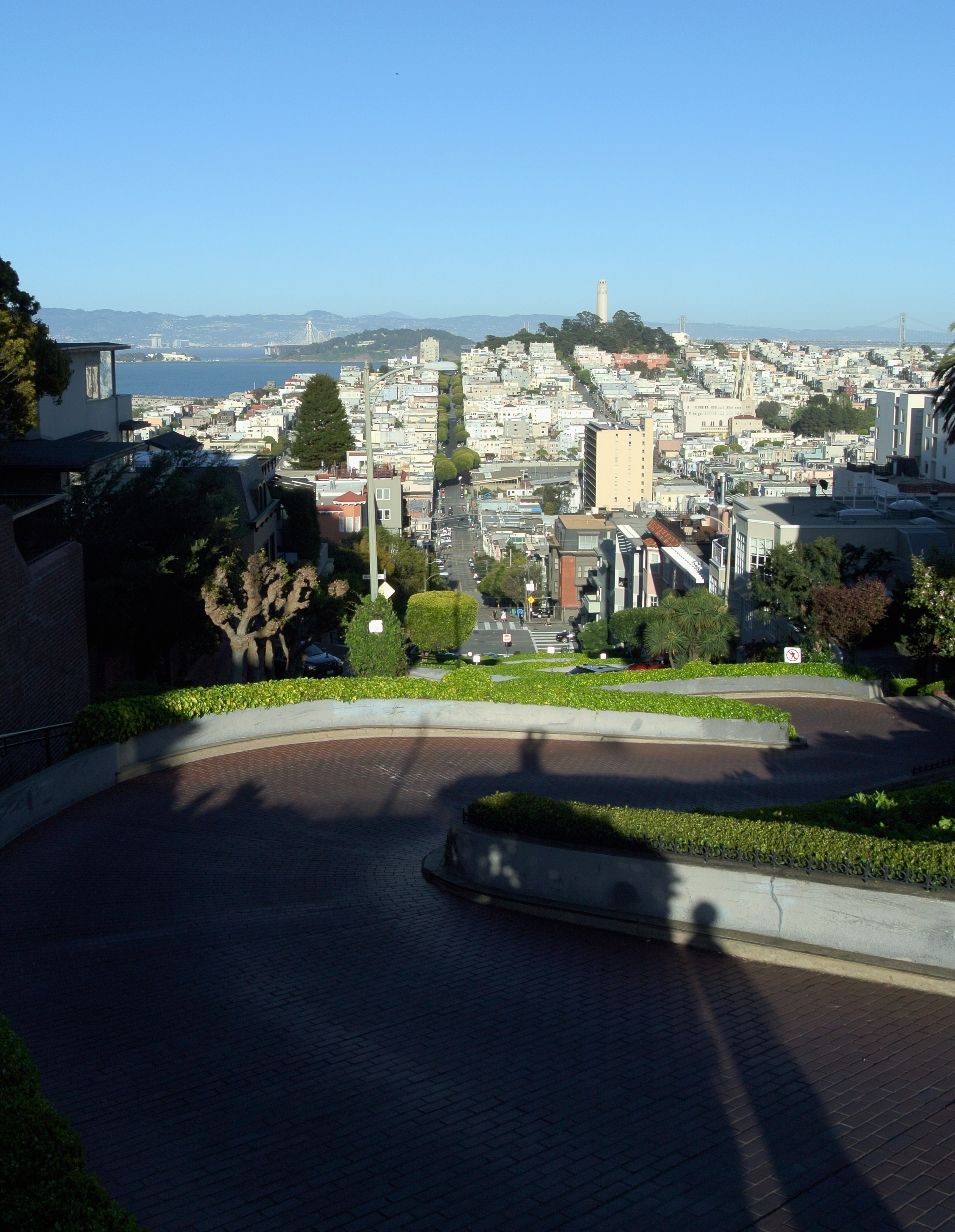
Vue vers l'est, Telegraph Hill et Coit Tower à l'arrière-plan.

En 1999, une commission d'enquête spéciale a été créée pour essayer de résoudre les problèmes de circulation dans ce même quartier. En 2001, la commission a décidé qu'il ne serait pas légal de fermer de façon permanente le bloc à la circulation. Elle a décidé d'interdire dans cette zone le stationnement l'été, de barrer la route en direction de l'est durant les vacances et d'augmenter les amendes pour stationnement interdit. La commission a aussi proposé d'utiliser des mini-bus pour acheminer les touristes sur le site, bien que les habitants contestent l'efficacité d'une telle mesure car un des intérêts de cette rue est de pouvoir conduire sur la section sinueuse.

## Dans les arts
La section de cette rue est une éternelle source d'inspiration. Elle constitue la principale intrigue du sketch de Bill Cosby "Driving in San Francisco".

### Jeux vidéo
Elle a été également reproduite dans des jeux vidéo :
- En décembre 1996, San Francisco Rush: Extreme Racing, édité par la compagnie Midway.
- En septembre 1999, Tony Hawk's skateboarding, édité par Activision et développé par Neversoft
- En septembre 2000, Midtown Madness 2, édité et développé par Microsoft Game Studios
- En octobre 2004, Grand Theft Auto: San Andreas, développé par Rockstar North et édité par Rockstar Games; où la rue est nommée en anglais Windy Windy Windy Windy Street.
- En septembre 2011, Driver: San Francisco, développé par Ubisoft Reflections et édité par Ubisoft.
- En mars 2013, Lego City Undercover, développé par Traveller's Tales et édité par Nintendo.
- En novembre 2016, Watch Dogs 2, développé par Ubisoft Montréal et édité par Ubisoft.
- En fevrier 2022, Horizon Forbidden West, développé par Guerilla Games et édité par Sony Interactive Entertainment[2].

### Films utilisant Lombard street en scène et/ou décors
- Magnum Force
- On s'fait la valise, docteur ?
- Un amour de Coccinelle
- Vice Versa
- Ant-Man et la Guêpe